# Felipe Cabeza Coll
Felipe Cabeza Coll (Tarragona, 1894 - Reus, 1939) fue un abogado, periodista y político tradicionalista español.

## Biografía
Abogado de profesión, se instaló en Reus al terminar la carrera, con despacho propio y ejerciendo de procurador de los tribunales. De ideología católica tradicionalista, fue militante carlista y organizó el Requeté en la comarca. Perteneció a diversas organizaciones católicas reusenses y colaboró intensamente en el Semanario Católico de Reus y El Radical: semanario tradicionalista. Fue además vicepresidente de la Asociación de la Prensa de Reus. En 1931 participó en las "Conversaciones sobre temas de interés local" celebradas en el Centro de Lectura con una ponencia sobre beneficencia. Fue concejal en 1939 con el alcalde José María Fernández de Velasco. Publicó Actuació dels tradicionalistes dintre del camp catòlic, una conferencia dada en 1915.